# Natació sincronitzada al Campionat del Món de natació de 2001
La competició de natació sincronitzada al Campionat del Món de natació de 2001 es realitzà entre el 16 i el 21 de juliol al complex esportiu Marine Messe del Centre de Convencions de la ciutat de Fukuoka (Japó).

## Calendari
| Data                 | Prova                              |
| -------------------- | ---------------------------------- |
| 16 de juliol de 2001 | Preliminars rutina tècnica (solo)  |
| 16 de juliol de 2001 | Preliminars rutina tècnica (duet)  |
| 17 de juliol de 2001 | Preliminars rutina tècnica (equip) |
| 17 de juliol de 2001 | Preliminars rutina lliure (solo)   |
| 18 de juliol de 2001 | Preliminars rutina lliure (duet)   |
| 18 de juliol de 2001 | Preliminars rutina lliure (equip)  |
| 19 de juliol de 2001 | Final rutina lliure (solo)         |
| 20 de juliol de 2001 | Final rutina lliure (duet)         |
| 21 de juliol de 2001 | Final rutina lliure (equip)        |

## Resum de medalles
| Event | Or | Or     | Plata | Plata  | Bronze | Bronze |
| Solo  | Olga Brusnikina Rússia | 99.434 | Virginie Dedieu França | 98.287 | Miya Tachibana Japó | 97.870 |
| Duet  | JapóMiya Tachibana · Miho Takeda | 98.910 | RússiaAnastassia Davídova · Anastassia Iermakova                                                                                                | 98.390 | CanadàClaire Carver-Dias · Fanny Létourneau | 96.704 |
| Equip | RússiaAnastassia Davídova · Anastassia Iermakova · Irina Tolkatxeva · Elena Ovtxinnikova · Anna Xorina · Elvira Khassianova · Svetlana Petratxina · Iúlia Xestakovitx · Maria Gromova | 98.917 | JapóYoko Yoneda · Juri Tatsumi · Michiyo Fujimaru · Satoe Hokoda · Chiaki Watanabe · Naoko Kawashima · Emiko Suzuki · Saho Harada · Miho Takeda | 98.083 | CanadàClaire Carver-Dias · Fanny Létourneau · Catherine Garceau · Erin Chan · Jessica Chase · Lynn Johnson · Amy Caskey · Sara Petrov · Shayna Nackoney · Sarah L. Alexander | 97.453 |

## Medaller
| Posició | País   | Or | Plata | Bronze | Total |
| 1       | Rússia | 2  | 1     | 0      | 3     |
| 2       | Japó   | 1  | 1     | 1      | 3     |
| 3       | França | 0  | 1     | 0      | 1     |
| 4       | Canadà | 0  | 0     | 2      | 2     |
| Total   | Total  | 3  | 3     | 3      | 9     |